# Kōhō Watanabe
Kōhō Watanabe rōshi (渡部耕法?, Watanabe Kōhō; Aomori, 1942 – Kuki, 7 maggio 2016) è stato un monaco buddhista giapponese, della corrente del buddismo zen.

## Biografia
Nato ad Aomori, nell'estremo nord di Honshū, la più grande delle isole dell'arcipelago giapponese, nel 1942. Entrato nell'ordine monastico in età molto giovane, iniziò la sua vita religiosa nel monastero Daijōji, a Kanazawa, che il maestro Sawaki Kōdō  frequentava periodicamente come sovrintendente alla pratica religiosa. Si trasferì ad Antaiji durante gli ultimi anni di vita di Sawaki rōshi, divenendo poi discepolo e quindi successore dell'abate Uchiyama Kōshō. Ha così avuto la possibilità di assorbire l'insegnamento delle due personalità più interessanti e diverse dello Zen di scuola Sōtō di questo secolo.
È stato abate del monastero Antaiji dal 1975, anno in cui ne demolì la vecchia struttura situata alla periferia di Kyōto e la ricostruì in una valle isolata, lontana da ogni centro abitato. Per quanto questo agire possa apparire un fatto logico, fu un avvenimento inusitato, quasi scandaloso, nella realtà ecclesiale giapponese dell'epoca.
Nel 1987, lasciata la guida del monastero al suo successore Miyaura Shinyu (cfr. Antaiji), si è recato in Italia per realizzare nei fatti quell'incontro tra Zen e Vangelo la cui vocazione aveva ereditato dal suo predecessore, Uchiyama. 

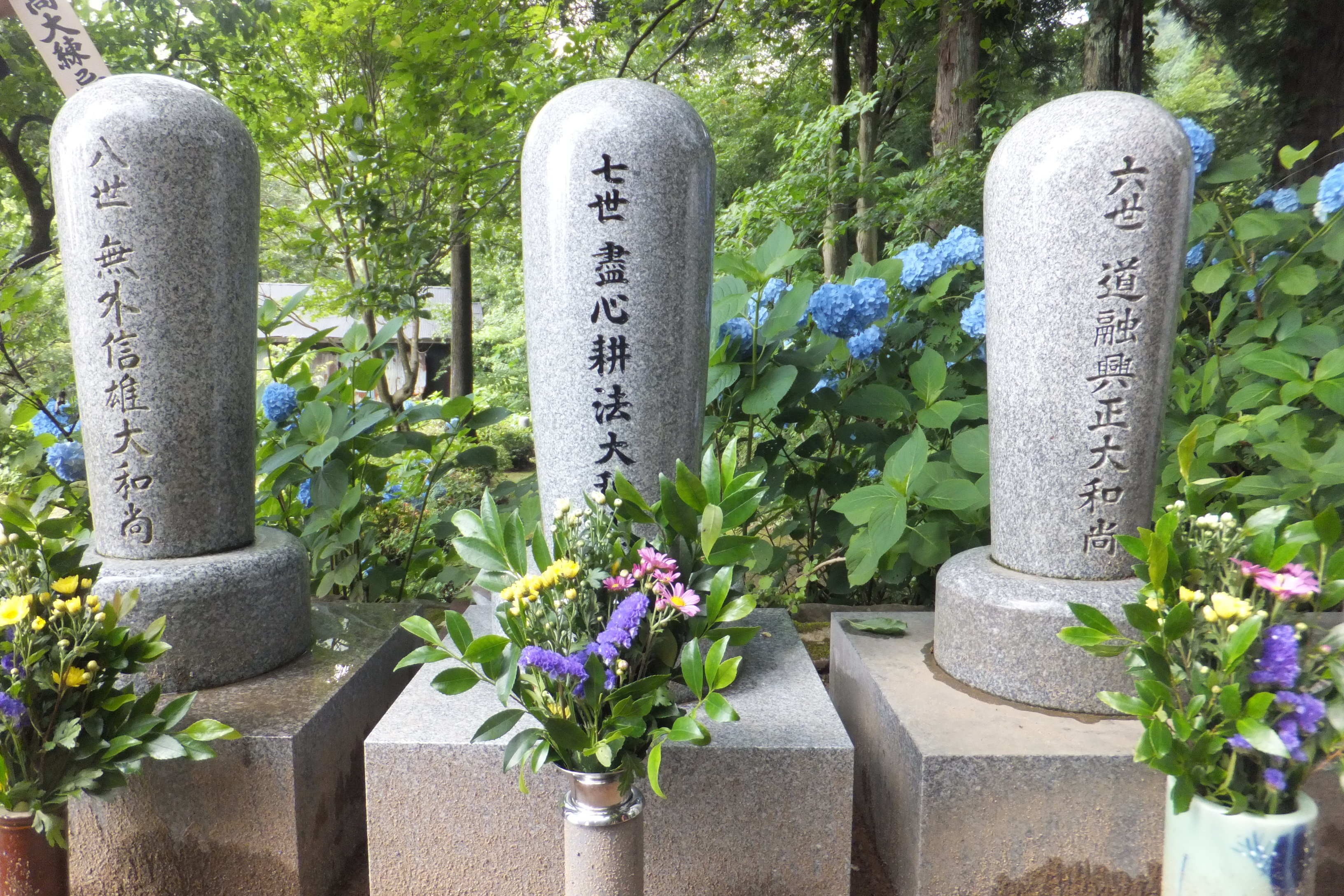
Al centro la tomba di Watanabe roshi, ad Antaiji.

La comunità La Stella del Mattino, vitale ora in Italia, è, soprattutto per la parte buddista, conseguenza del suo operare.
Nel 1993, colpito da una grave malattia, è ritornato in Giappone.  
Negli anni trascorsi in Italia ha lavorato alla stesura in lingua giapponese moderna dei capitoli più importanti dello Shōbōgenzō. Nel 1990 ha collaborato  alla pubblicazione del testo Il cammino religioso - Bendōwa, edito da Marietti, di cui ha composto la prefazione e redatto la traslitterazione moderna a partire dall'originale di Dōgen.